# Henricia tacita
Henricia tacita är en sjöstjärneart som beskrevs av Alexander Michailovitsch Djakonov 1958. Henricia tacita ingår i släktet Henricia och familjen krullsjöstjärnor. Inga underarter finns listade i Catalogue of Life.